# Fall River Mills (Kalifornija)
Fall River Mills je naseljeno područje za statističke svrhe u američkoj saveznoj državi Kalifornija. Prema popisu stanovništva iz 2010. u njemu je živjelo 573 stanovnika.